# Digitaria sanguinalis

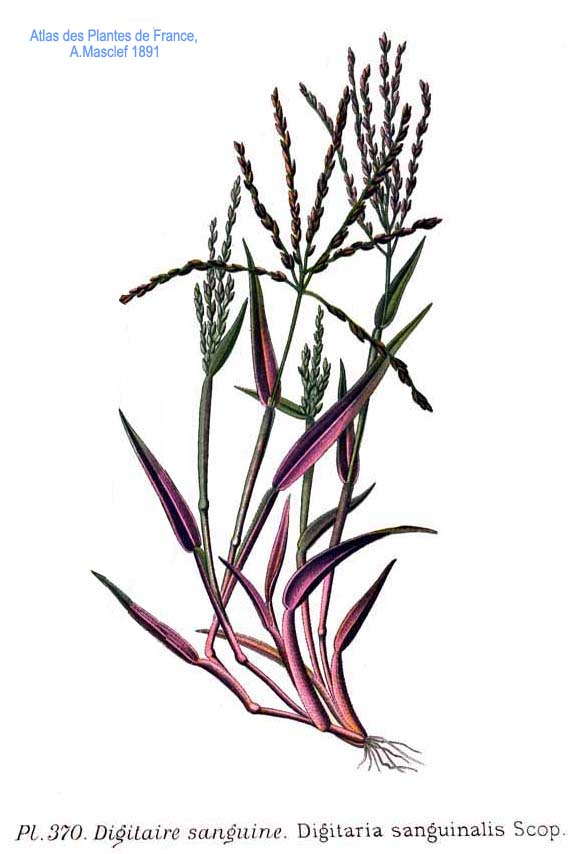
Ilustración

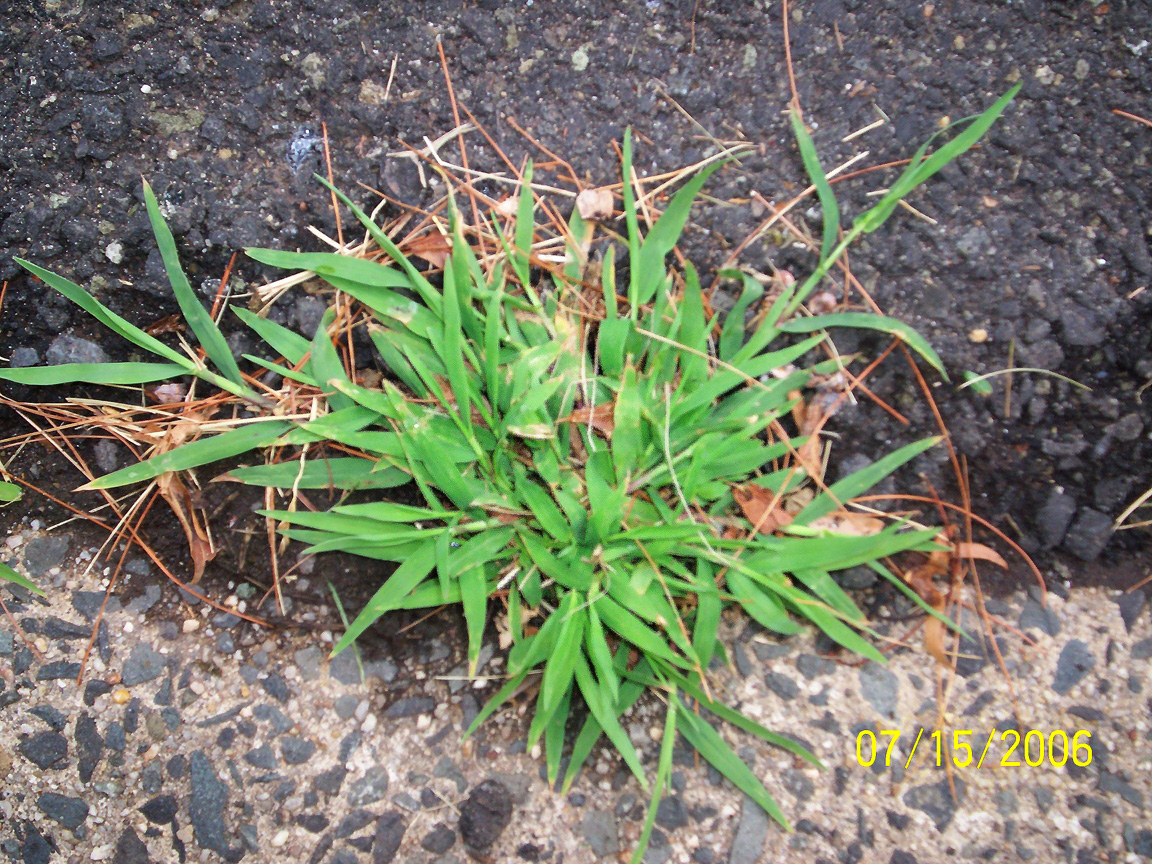
Vista de la planta

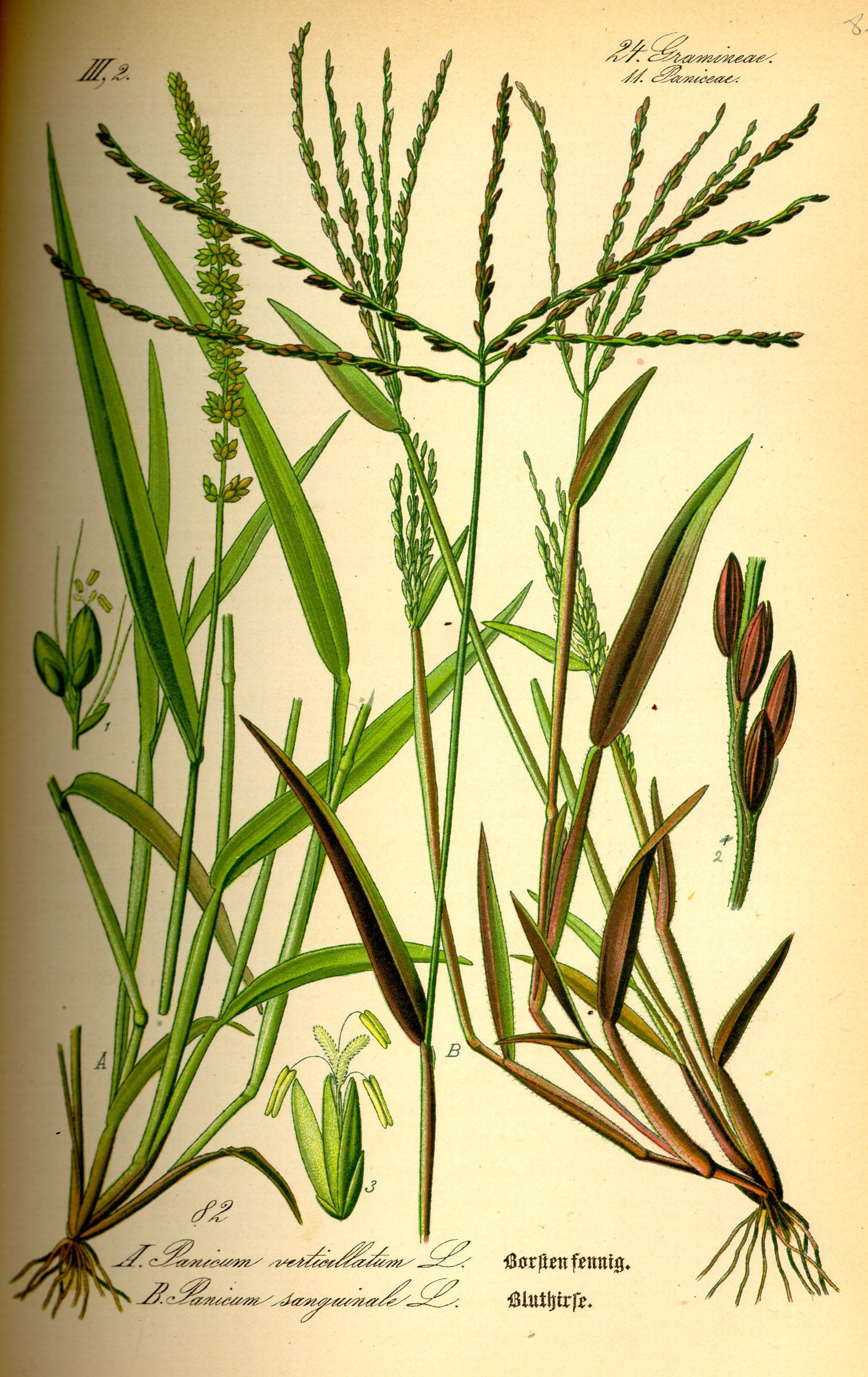
Ilustración

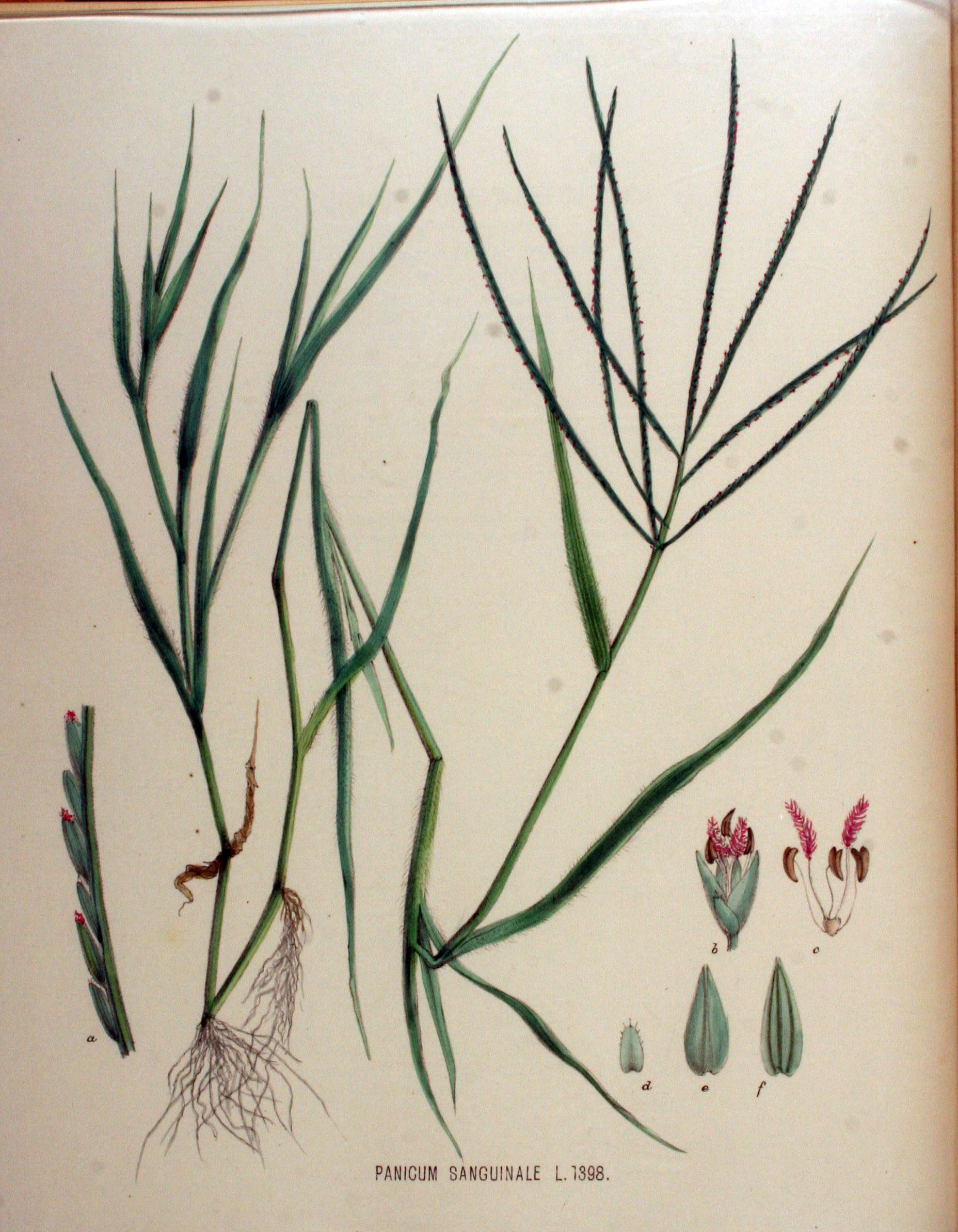
En Flora Batava

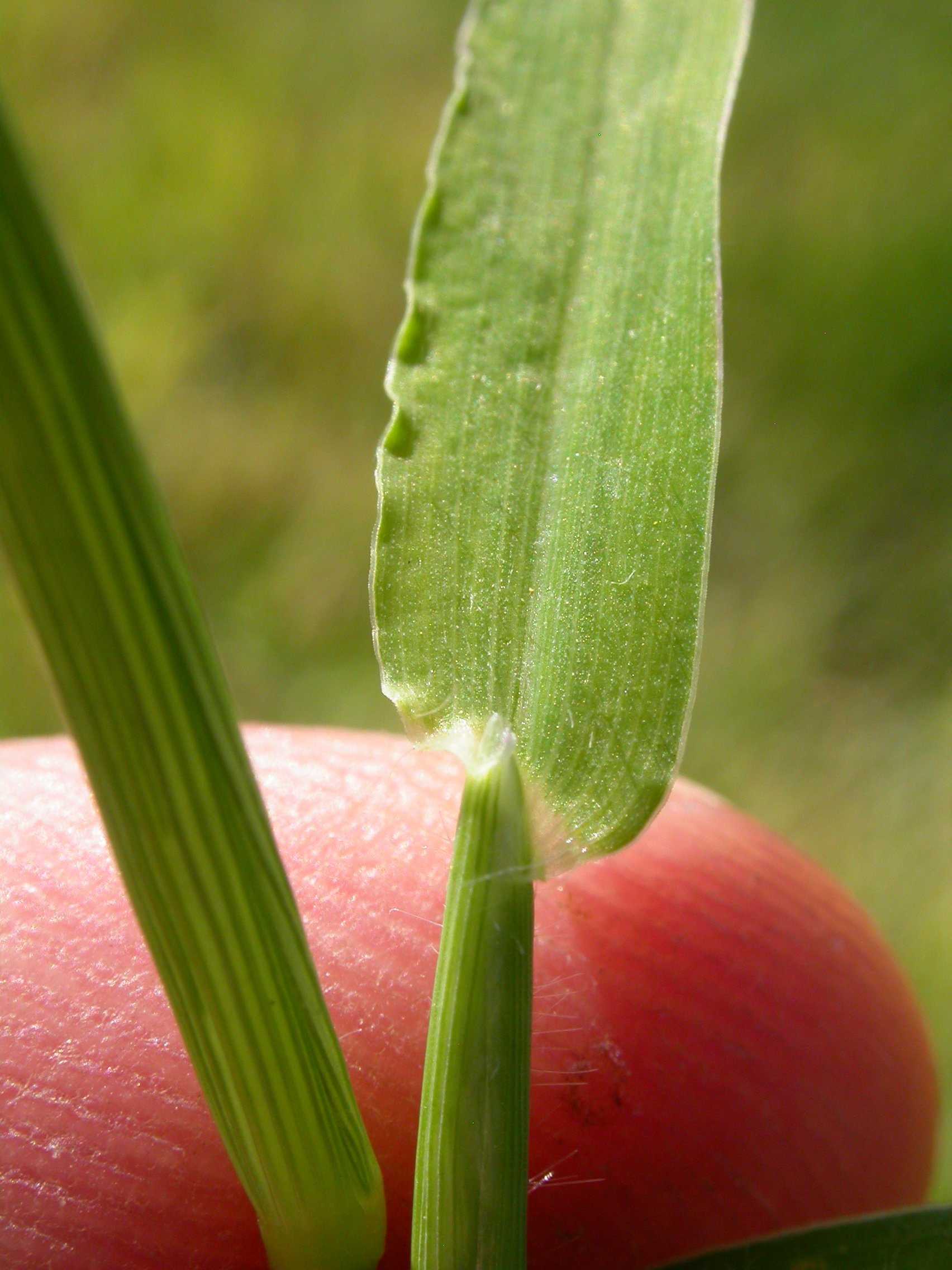
Detalle de la planta

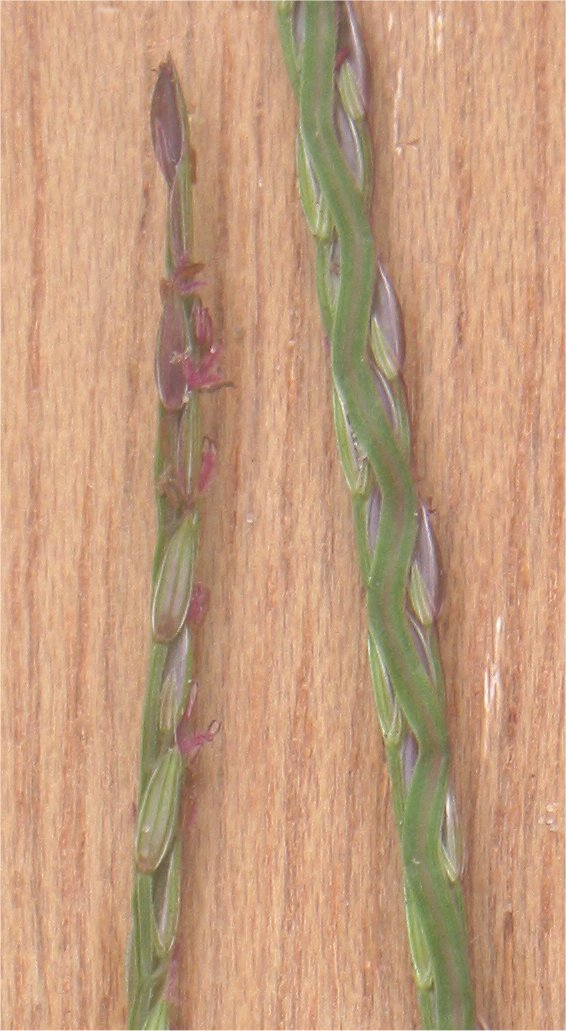
Espigas

Digitaria sanguinalis  es una especie de planta fanerógama de la familia de las poáceas (gramíneas), originaria de África, Asia y América.

## Nombre común
- En España: digitaria, escobilla blanda, garrachuda, garrachuelo, garranchuelo, grama sanguina, mijeras, millán, pan de ermitaño, pata de gallina, patagallina, sangradera ancha, sangradera de agua, sangradera de caballo, yerba de mal año.[1]

- Pasto cuaresma, guarda rocío, guarda sereno, azulita, gramilla, pata de gallina, garrachuelo. Millaia, millá.

## Descripción
Es una maleza, pasto herbáceo anual, común en terrenos cultivados, bordes de carretera y potreros. Las plantas de guarda rocío tienen raíces fibrosas y además presentan raíces en los nudos inferiores del tallo, el cual es generalmente rastrero y ramificado en la base, teniendo de 3 a 10 dm de largo. Las hojas son lineales, en forma de lanzas, de 5 a 15 cm de largo y de 5 a 10 mm de ancho, con vainas pilosas hacia la base.
La inflorescencia está compuesta por espigas múltiples que parten de un mismo punto. El fruto cariopse tiene semillas características de las gramíneas.
Plantas anuales. Tallos a menudo decumbentes, enraizando, muy ramificados; ramas erectas de 20-50 cm; entrenudos y nudos glabros. Hojas más o menos papiloso-hirsutas; lígula de 1-2 mm; láminas 3-8 cm x 3-8 mm, linear a linear-lanceoladas. Inflorescencia 4-13 cm; racimos 5-7, 3.5-10 cm, digitados; raquis de los racimos 0.8-1.1 mm de ancho, alado, marginalmente escabroso. Espiguillas 2.5-2.8 mm, pareadas, lanceoladas; gluma inferior c. 0.2 mm, deltoide, enervia; gluma superior 0.7-1 mm, 3-nervia, ciliada; lema inferior tan larga como la espiguilla, las nervaduras marginales escabrosas; lema superior tan larga como la espiguilla, gris oscuro o azulosa; anteras 0.9-1 mm.

## Estructuras de reproducción
La sp. se reproduce por semillas, y por tallos, los cuales por ser modificados reciben los nombres de estolones y rizomas.

## Incidencia en la producción de yuca/maíz
El guarda rocío compite con las plantas de maíz y de yuca, durante el primer mes de establecido el cultivo, siendo una maleza medianamente nociva y al final del cultivo dificulta las labores de cosecha. Puede alcanzar más de un 25% de cobertura, a los 60 días de establecido el cultivo.

## Manejo como maleza
Controlar esta maleza haciendo revisiones mensuales durante los tres primeros meses de establecido el arreglo yuca/maíz.
Si se prepara el suelo mecánicamente, el sistema a utilizar es el de labranza profunda con arado de cincel, incluyendo la siembra de fríjol como cobertura, con lo cual se evita la erosión, se mantiene la actividad de los microorganismos del suelo y la sostenibilidad del sistema yuca/maíz.

## Taxonomía
Digitaria sanguinalis fue descrita por (L.) Scop. y publicado en Flora Carniolica, Editio Secunda 1: 52. 1771.
Etimología
Digitaria: nombre genérico derivado del latín "dígitus" = (dígito o dedo) ya que se distinguen por sus alargadas inflorescencias que parecen dedos.
sanguinalis: epíteto latíno que significa "de color rojo"
Variedades aceotadas
- Digitaria sanguinalis f. atricha (Asch. & Graebn.) Maire & Weiller
- Digitaria sanguinalis f. distachya (Asch. & Graebn.) Henrard
- Digitaria sanguinalis var. esculenta (Gaudin) Caldesi
- Digitaria sanguinalis var. glabra (Hack.) Henrard
- Digitaria sanguinalis var. parvispicula (Reyn.) Henrard
- Digitaria sanguinalis var. pubescens (Hack. ex A. Reyn.) Henrard
- Digitaria sanguinalis var. repens (Asch. & Graebn.) Farw.

Sinonimia
- Asperella digitaria Lam.
- Cynodon praecox (Walter) Roem. & Schult.
- Dactylon sanguinale (L.) Vill.
- Digitaria adscendens (Kunth) Henrard
- Digitaria fimbriata Link
- Digitaria marginata Link
- Digitaria nealleyi Henrard
- Digitaria plebeia Phil.
- Digitaria praecox (Walter) Willd.
- Digitaria vulgaris (Schrad.) Besser
- Milium sanguinale (L.) Roxb.
- Panicum fimbriatum (Link) Kunth
- Panicum linkianum Kunth
- Panicum sanguinale L.
- Paspalum sanguinale (L.) Lam.
- Syntherisma fimbriatum (Link) Nash
- Syntherisma praecox Walter
- Syntherisma sanguinalis (L.) Dulac
- Syntherisma vulgare Schrad.
- Syntherisma vulgaris Schrad.[4]
- Digitaria aegyptiaca Willd.
- Digitaria australis Willd. ex Trin.
- Digitaria caucasica Henrard
- Digitaria ciliaris var. intercedens Beck
- Digitaria eriogona (Schrad.) Link
- Digitaria filiformis var. gracilis (Guss.) Fiori
- Digitaria gracilis Guss.
- Digitaria intermedia Gennari
- Digitaria nervosa (Rottb.) Roem. & Schult.
- Digitaria panicea Willd. ex Steud.
- Digitaria pectiniformis (Henrard) Tzvelev
- Digitaria pilosa Pieri
- Digitaria sabulosa Tzvelev
- Digitaria sanguinaria Steud.
- Digitaria sanguinea Weber
- Digitaria sanguinolenta Edgew. ex Aitch.
- Digitaria sienitica Trin.
- Digitaria stricta Willd. ex Steud.
- Digitaria tristachya Willd. ex Steud.
- Leptochloa fascicularis Griseb. ex Benth.
- Milium membranaceum Moench
- Panicum aegyptiacum Retz.
- Panicum aegyptium J.F.Gmel.
- Panicum ambiguum Lapeyr.
- Panicum eriogonum Schrad.
- Panicum fallax Spreng.
- Panicum gracile (Guss.) Nyman
- Panicum gussonii K.Richt.
- Panicum ischaemum var. gracile (Guss.) Fiori
- Panicum nervosum Rottler
- Panicum rottleri Kunth
- Panicum sanguineum Gueldenst.
- Panicum sanguinolentum Edgew. ex Aitch.
- Panicum trichostachyum Steud.
- Paspalum aegyptiacum (Willd.) Poir.
- Paspalum filiforme Steud.
- Paspalum oxyanthum Steud.
- Paspalum sanguinale (L.) Lam.
- Sanguinaria nevenarae Bubani[5][6]